# Washington Villarroel
Washington del Pilar Villarroel Rodríguez (* 12. Oktober 1938 in Santiago; † 11. Dezember 2022 ebenda) war ein chilenischer Fußballspieler. Der Abwehrspieler wurde zweimal mit Universidad Católica chilenischer Meister.

## Karriere
Washington Villarroel spielte seit jungem Alter für Universidad Católica. Sein Profidebüt gab der damals noch im Mittelfeld spielende Villarroel 1958 und blieb dem Klub auch bis zu seinem Karriereende 1971 treu. Ab 1961 setzte Trainer Miguel Mocciola den 1,77 m großen Spieler auf der Innenverteidiger-Position ein, auf der er unangefochtener Stammspieler war. Er ist mit insgesamt 345 Pflichtspieleinsätzen der Spieler mit den drittmeisten Partien für die Cruzados. Nur Mario Lepe und der mit Villaroel zusammen spielende Alberto Fouillioux haben mehr Spiele für den Universitätsverein bestritten. Der Defensivakteur gewann mit UC die Meisterschaften 1961 und 1966.

## Erfolge
Universidad Católica
- Chilenischer Meister: 1961, 1966